# Гладких, Юрий Николаевич
Юрий Николаевич Гладких (8 октября 1960, Липецк) — советский и российский футболист, защитник, полузащитник. Мастер спорта СССР (1985). Футбольный арбитр.

## Биография
Начал заниматься футболом в Липецке в группе подготовки при команде «Металлург», первый тренер — Виктор Лысковцев. В 1977—1982 годах выступал за «Металлург» в первенстве второй лиги — 166 игр, 28 мячей. В 1983—1986 годах выступал за команду первой лиги «Искра» Смоленск (95 игр, 8 мячей), с которой дошёл до полуфинала Кубка СССР 1984/85. Сезон-1987 вновь провёл в «Металлурге». Далее играл за команды Казахской ССР во второй и второй низшей лигах «Трактор» Павлодар (1988—1989), «Металлург» Ермак (1990), «Шахтёр» Караганда (1990—1991), «Кокшетау» Кокчетав (1991). В 1992 году в составе «Кокшетау» сыграл 14 игр, забил один гол в чемпионате Казахстана. По возвращении в Липецк играл за команды первенства Липецкой области «Новолипецк» (1992) и «Динамо» (1993—1994); чемпион области (1992, 1993).
Судья республиканской категории (1998), обслуживал чемпионат и Кубок МОА «Черноземье» (1997—2000); чемпионат и Кубок Липецкой области (1995—2020).